# Zvjezdane staze: Čudni novi svjetovi
Zvjezdane staze: Čudni novi svjetovi (eng. Star Trek: Strange New Worlds, poznata i kao SNW), američka je televizijska serija smještena u znanstveno fantastični svemir Zvjezdanih staza (osma akcijska serija; trinaesta, uključujući animirane i antologijske serije). Serija je spin-off televizijske serije Zvjezdane staze: Discovery, a najavaljena je u tri epizode druge sezone antologijske serije Zvjezdane staze: Short Treks.
Najavljene u svibnju 2020. godine, Zvjezdane staze: Čudni novi svjetovi predstavlja prve dvije petogodišnje misije broda USS Enterprise (NCC-1701), prije kapetana Jamesa T. Kirka, a glume glumci Anson Mount kao Christopher Pike, Ethan Peck kao Spock i Rebecca Romijn kao Una Chin-Riley. Ti isti likovi su se prvi put pojavili u izvornoj pilot epizodi Originalne serije, "The Cage". Kreatorica Akiva Goldsman o seriji je razmišljala kao o zasebnim epizodama, slično kao u Originalnoj seriji i Novoj generaciji.
Serija se emitira na Paramount+ od 5. svibnja 2022. godine, dok u Hrvatskoj se prikazuje od 15. prosinca 2022. na platformi SkyShowtime.

## Radnja
Serija prati kapetana Christophera Pikea i posadu svemirskog broda Zvjezdane flote USS Enterprise (NCC-1701) u 23. stoljeću, dok tijekom desetljeća koje prethodi seriji Zvjezdane staze: Originalna serija (1966. – 1969.) istražuju nove svjetove i izvršavaju misije diljem galaksije. Serija donosi suvremeni pristup epizodnom pripovijedanju i vizualnom stilu iz 1960-ih koji su obilježili originalnu seriju, a ujedno je prva serija Zvjezdanih staza nakon Zvjezdane staze: Nova generacija (1987. – 1994.) koja uključuje poznatu uvodnu naraciju tijekom uvodne špice:
| » | Space, the final frontier. These are the voyages of the starship Enterprise. Its five-year mission: to explore strange new worlds, to seek out new life and new civilizations, to boldly go where no one has gone before. | « |
|   | |   |

[ Svemir, posljednja granica. Ovo su putovanja svemirskog broda Enterprise. Njegova je petogodišnja misija istraživati čudne nove svjetove, tražiti nove oblike života i nove civilizacije te hrabro kročiti gdje još nitko nije kročio. ]

## Pregled serije
Serija je premijerno počela s prikazivanjem na platformi Paramount+ 5. svibnja 2022. godine. Još prije početka prve sezone, u siječnju 2022., platforma je službeno najavila drugu sezonu, koja se prikazivala od 15. lipnja do 10. kolovoza 2023. U ožujku iste godine najavljena je i treća sezona, čija će se premijera održati od 17. srpnja do 11. rujna 2025. na Paramount+, dok će se na platformi SkyShowtime prikazivati od 8. kolovoza 2025. U travnju 2024. potvrđena je i četvrta sezona, a u lipnju 2025. najavljena je završna, peta sezona, koja će imati ukupno šest epizoda.
U Hrvatskoj serije je od 15. prosinca 2022. dostupna za gledanje samo putem platforme SkyShowtime, druga sezona je premijerno krenula sa prikazivanjem 16. lipnja 2023. Dok treća će biti prikazana od 4. kolovoza 2025.
| Sezona | Sezona | Epizoda | Izvorno prikazivanje | Izvorno prikazivanje | Hrvatsko prikazivanje | Hrvatsko prikazivanje |
| Sezona | Sezona | Epizoda | Premijera            | Finale               | Premijera             | Finale                |
| ------ | ------ | ------- | -------------------- | -------------------- | --------------------- | --------------------- |
|        | 1.     | 10      | 5. svibnja 2022.     | 7. srpnja 2022.      | 15. prosinca 2022.    | 15. prosinca 2022.    |
|        | 2.     | 10      | 15. lipnja 2023.     | 10. kolovoza 2023.   | 16. lipnja 2023.      | 11. kolovoza 2023.    |
|        | 3.     | 10      | 17. srpnja 2025.     | 11. rujna 2025.      | 4. kolovoza 2025.     | 29. rujna 2025.       |
|        | 4.     | 10      | 2026.                | 2026.                | Još nije najavljeno   | Još nije najavljeno   |
|        | 5.     | 6       | Još nije najavljeno  | Još nije najavljeno  | Još nije najavljeno   | Još nije najavljeno   |

### Prva sezona (2022.)
| Br. u seriji | Br. u sezoni | Engleski naslov Hrvatski naslov                                                   | Redatelj             | Scenarist                                                                   | Prvo prikazivanje | Prikazivanje u Hrvatskoj |
| ------------ | ------------ | --------------------------------------------------------------------------------- | -------------------- | --------------------------------------------------------------------------- | ----------------- | ------------------------ |
| 1.           | 1.           | "Strange New Worlds" "Čudni novi svjetovi"                                        | Akiva Goldsman       | Scenarij: Akiva Goldsman Priča: Akiva Goldsman, Alex Kurtzman i Jenny Lumet | 5. svibnja 2022.  | 15. prosinca 2022.       |
| 2.           | 2.           | "Children of the Comet" "Djeca kometa"                                            | Maja Vrvilo          | Henry Alonso Myers i Sarah Tarkoff                                          | 12. svibnja 2022. | 15. prosinca 2022.       |
| 3.           | 3.           | "Ghosts of Illyria" "Duhovi Illyrije"                                             | Leslie Hope          | Akela Cooper i Bill Wolkoff                                                 | 19. svibnja 2022. | 15. prosinca 2022.       |
| 4.           | 4.           | "Memento Mori" "Memento Mori"                                                     | Dan Liu              | Davy Perez i Beau DeMayo                                                    | 26. svibnja 2022. | 15. prosinca 2022.       |
| 5.           | 5.           | "Spock Amok" "Podivljali Spock"                                                   | Rachel Leiterman     | Henry Alonso Myers i Robin Wasserman                                        | 2. lipnja 2022.   | 15. prosinca 2022.       |
| 6.           | 6.           | "Lift Us Where Suffering Cannot Reach" "Odnesi nas na mjesto u kojem nema patnje" | Andi Armaganian      | Robin Wasserman i Bill Wolkoff                                              | 9. lipnja 2022.   | 15. prosinca 2022.       |
| 7.           | 7.           | "The Serene Squall" "Mirna oluja"                                                 | Sydney Freeland      | Beau DeMayo i Sarah Tarkoff                                                 | 16. lipnja 2022.  | 15. prosinca 2022.       |
| 8.           | 8.           | "The Elysian Kingdom" "Elizijsko kraljevstvo"                                     | Amanda Row           | Akela Cooper i Onitra Johnson                                               | 23. lipnja 2022.  | 15. prosinca 2022.       |
| 9.           | 9.           | "All Those Who Wander" "Svi koji lutaju"                                          | Christopher J. Byrne | Davy Perez                                                                  | 30. lipnja 2022.  | 15. prosinca 2022.       |
| 10.          | 10.          | "A Quality of Mercy" "Odlika milosti"                                             | Chris Fisher         | Henry Alonso Myers i Akiva Goldsman                                         | 7. srpnja 2022.   | 15. prosinca 2022.       |

### Druga sezona (2023.)
| Br. u seriji | Br. u sezoni | Engleski naslov Hrvatski naslov                                       | Redatelj        | Scenarist                           | Prvo prikazivanje                      | Prikazivanje u Hrvatskoj |
| ------------ | ------------ | --------------------------------------------------------------------- | --------------- | ----------------------------------- | -------------------------------------- | ------------------------ |
| 11.          | 1.           | "The Broken Circle" "Prekinuti krug"                                  | Chris Fisher    | Henry Alonso Myers i Akiva Goldsman | 15. lipnja 2023.                       | 16. lipnja 2023.         |
| 12.          | 2.           | "Ad Astra per Aspera" "Ad Astra per Aspera (preko trnja do zvijezda)" | Valerie Weiss   | Dana Horgan                         | 22. lipnja 2023.                       | 23. lipnja 2023.         |
| 13.          | 3.           | "Tomorrow and Tomorrow and Tomorrow" "Sutra i sutra i sutra"          | Amanda Row      | David Reed                          | 29. lipnja 2023.                       | 30. lipnja 2023.         |
| 14.          | 4.           | "Among the Lotus Eaters" "Među jedačima lotusa"                       | Eduardo Sánchez | Kirsten Beyer i Davy Perez          | 6. srpnja 2023.                        | 7. srpnja 2023.          |
| 15.          | 5.           | "Charades" "Smicalice"                                                | Jordan Canning  | Kathryn Lyn i Henry Alonso Myers    | 13. srpnja 2023.                       | 14. srpnja 2023.         |
| 16.          | 6.           | "Lost in Translation" "Izgubljeni u prijevodu"                        | Dan Liu         | Onitra Johnson i David Reed         | 20. srpnja 2023.                       | 21. srpnja 2023.         |
| 17.          | 7.           | "Those Old Scientists" "Ti stari znanstvenici (preklapanje s ST: LD)" | Jonathan Frakes | Kathryn Lyn i Bill Wolkoff          | 23. srpnja 2023. (San Diego Comic Con) | 24. srpnja 2023.         |
| 18.          | 8.           | "Under the Cloak of War" "Pod velom rata"                             | Jeff W. Byrd    | Davy Perez                          | 27. srpnja 2023.                       | 28. srpnja 2023.         |
| 19.          | 9.           | "Subspace Rhapsody" "Rapsodija u podsvemiru"                          | Dermott Downs   | Dana Horgan i Bill Wolkoff          | 3. kolovoza 2023.                      | 4. kolovoza 2023.        |
| 20.          | 10.          | "Hegemony" "Hegemonija"                                               | Maja Vrvilo     | Henry Alonso Myers                  | 10. kolovoza 2023.                     | 11. kolovoza 2023.       |

### Treća sezona (2025.)
| Br. u seriji | Br. u sezoni | Engleski naslov Hrvatski naslov              | Redatelj        | Scenarist                                                   | Prvo prikazivanje  | Prikazivanje u Hrvatskoj |
| ------------ | ------------ | -------------------------------------------- | --------------- | ----------------------------------------------------------- | ------------------ | ------------------------ |
| 21.          | 1.           | "Hegemony, Part II" "Hegemonije, 2. dio"     | Chris Fisher    | Scenarij: Davy Perez Priča: Henry Alonso Myers i Davy Perez | 17. srpnja 2025.   | 4. kolovoza 2025.        |
| 22.          | 2.           | "Wedding Bell Blues" "Blues svadbenih zvona" | Jordan Canning  | Kirsten Beyer i David Reed                                  | 17. srpnja 2025.   | 4. kolovoza 2025.        |
| 23.          | 3.           | "Shuttle to Kenfori" "Šatl za Kenfori"       | Dan Liu         | Onitra Johnson i Bill Wolkoff                               | 24. srpnja 2025.   | 11. kolovoza 2025.       |
| 24.          | 4.           | "A Space Adventure Hour" "N/E"               | Jonathan Frakes | Dana Horgan i Kathryn Lyn                                   | 31. srpnja 2025.   | 18. kolovoza 2025.       |
| 25.          | 5.           | "Through the Lens of Time" "N/E"             | Andi Armaganian | Onitra Johnson i Davy Perez                                 | 7. kolovoza 2025.  | 25. kolovoza 2025.       |
| 26.          | 6.           | "The Sehlat Who Ate Its Tail" "N/E"          | Valerie Weiss   | David Reed i Bill Wolkoff                                   | 14. kolovoza 2025. | 1. rujna 2025.           |
| 27.          | 7.           | "What Is Starfleet?" "N/E"                   | Sharon Lewis    | Kathryn Lyn i Alan B. McElroy                               | 21. kolovoza 2025. | 8. rujna 2025.           |
| 28.          | 8.           | "Four-and-a-Half Vulcans" "N/E"              | Jordan Canning  | Dana Horgan i Henry Alonso Myers                            | 28. kolovoza 2025. | 15. rujna 2025.          |
| 29.          | 9.           | "Terrarium" "N/E"                            | Andrew Coutts   | Alan B. McElroy                                             | 4. rujna 2025.     | 22. rujna 2025.          |
| 30.          | 10.          | "New Life and New Civilizations" "N/E"       | Maja Vrvilo     | Dana Horgan i Davy Perez                                    | 11. rujna 2025.    | 29. rujna 2025.          |

### Četvrta sezona (2026.)
| Br. u seriji | Br. u sezoni | Engleski naslov Hrvatski naslov | Redatelj     | Scenarist                                                                                 | Prvo prikazivanje | Prikazivanje u Hrvatskoj |
| ------------ | ------------ | ------------------------------- | ------------ | ----------------------------------------------------------------------------------------- | ----------------- | ------------------------ |
| 31.          | 1.           | "N/E" "N/E"                     | Chris Fisher | Scenarij: Akiva Goldsman i Henry Alonso Myers Priča: Henry Alonso Myers i Alan B. McElroy | 2026.             | N/E                      |

## Likovi
| Glumac             | Lik                         | Sezona          | Sezona   | Sezona   |
| Glumac             | Lik                         | 1               | 2        | 3        |
| ------------------ | --------------------------- | --------------- | -------- | -------- |
| Anson Mount        | Christopher Pike            | Glavna          | Glavna   | Glavna   |
| Ethan Peck         | Spock                       | Glavna          | Glavna   | Glavna   |
| Jess Bush          | Christine Chapel            | Glavna          | Glavna   | Glavna   |
| Christina Chong    | La'an Noonien-Singh         | Glavna          | Glavna   | Glavna   |
| Celia Rose Gooding | Nyota Uhura                 | Glavna          | Glavna   | Glavna   |
| Melissa Navia      | Erica Ortegas               | Glavna          | Glavna   | Glavna   |
| Babs Olusanmokun   | M'Benga                     | Glavna          | Glavna   | Glavna   |
| Bruce Horak        | Hemmer: aenar               | Glavna          | Gost     |          |
| Rebecca Romijn     | Una Chin-Riley / Broj Jedan | Glavna          | Glavna   | Glavna   |
| Martin Quinn       | Montgomery Scott            | Cameo           | Gost     | Glavna   |
| Dan Jeannotte      | George Samuel "Sam" Kirk    | Sporedna        | Sporedna | Sporedna |
| Rong Fu            | Jenna Mitchell              | Sporedna        | Sporedna |          |
| Gia Sandhu         | T'Pring                     | Sporedna        | Gost     |          |
| Adrian Holmes      | Robert April                | Gost            | Sporedna |          |
| Melanie Scrofano   | Marie Batel                 | Gost            | Sporedna |          |
| Paul Wesley        | James T. Kirk               | Specijalni gost | Sporedna |          |
| Carol Kane         | Pelia                       |                 | Sporedna |          |

### Glavni likovi
- Anson Mount kao Christopher Pike: kapetan broda USS Enterprise.
- Ethan Peck kao Spock: vulkanac, znanstveni časnik na brodu USS Enterprise.
- Jess Bush kao Christine Chapel: medicinska sestra na brodu USS Enterprise.
- Christina Chong kao La'an Noonien-Singh: daleka rođakinja Khana Nooniena Singha koja služi na Enterpriseu kao časnik mosta.
- Celia Rose Gooding kao Nyota Uhura: kadet na brodu USS Enterprise.
- Melissa Navia kao Erica Ortegas: kormilarica.
- Babs Olusanmokun kao M'Benga: doktor na Enterpriseu.
- Bruce Horak kao Hemmer: aenar, odnosno slijepi andorski albino, zapovjednik stroja.
- Rebecca Romijn kao Una Chin-Riley / Broj Jedan: Prvi časnik USS Enterprisea i drugi zapovjednik nakon kapetana Pikea.

### Sporedni likovi
- Dan Jeannotte kao George Samuel "Sam" Kirk: znanstveni časnik na Enterpriseu i brat budućeg kapetana broda, Jamesa T. Kirka.
- Rong Fu kao Jenna Mitchell, poručnica i operativna časnica
- Gia Sandhu kao T'Pring: vulkanka i Spockova djevojka, s kojim je povezana od djetinjstva.
- Adrian Holmes kao Robert April: admiral Zvjezdane flote i bivši kapetan Enterprisea prije Pikea.
- Melanie Scrofano kao Marie Batel, admiralica Zvjezdane flote i Pikeova "prijateljica s povlasticama"
- Paul Wesley kao James T. Kirk,[11] Samov mlađi brat i budući kapetan Enterprisea.
- Carol Kanekao kao Pelia, glavna inženjerka Lanthanitea i bivša profesorica na Akademiji Zvjezdane flote gdje je predavala tečaj kršenja warp jezgre.

## Vrste
Pored vanzemaljskih vrsta koje su već viđene u prethodnim televizijskim serijama koje prethode Strange New Worlds u kronologiji Zvjezdanih staza, poput Originalne serije, Enterprise i Discovery, i vrsta Vulkanaca ili Enara (podvrsta Andorijanaca kojima pripada časnik Hemmer), u ovoj novoj seriji uvode se nove vrste koje se ranije nisu pojavljivale u kanonskoj seriji, poput Kileyja, unaprijed zakrivljeno društvo koje pogrešno dolazi u posjed tehnološke materije/antimaterije Federacije, ili Shepherd (doslovno prevedeno Pastiri), neka vrsta "čuvara" drevne vanzemaljske tehnologije.

## Vanjske poveznice
- Službena stranica
- Star Trek: Strange New Worlds u internetskoj bazi filmova IMDb-a